# Victor J. Hruby

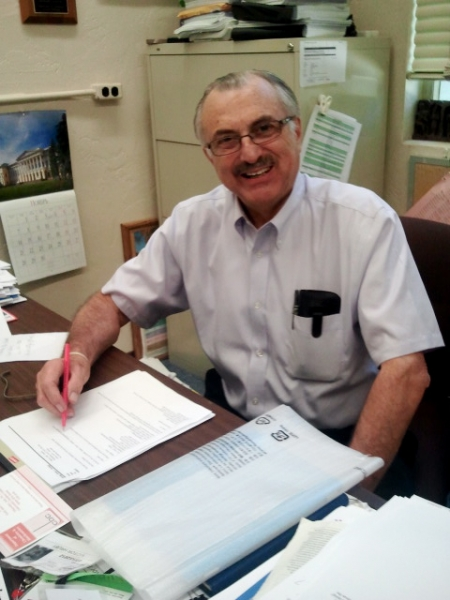
Victor J. Hruby, 2022

Victor J. Hruby (* 24. Dezember 1938 in Valley City (North Dakota))  ist ein US-amerikanischer Chemiker (Biochemie). Er ist Professor an der University of Arizona.
Hruby studierte an der University of North Dakota mit dem Bachelor-Abschluss in Chemie und Mathematik 1960 und dem Master-Abschluss in Chemie 1962. Er wurde 1965 an der Cornell University bei Alfred Blomquist promoviert (Some Aspects of Benzocyclobutene and Benzocyclobutadiene Chemistry). Danach war er Instructor am Cornell Medical College bei dem Nobelpreisträger Vincent du Vigneaud.  1968 wurde er Assistant Professor, 1972 Associate Professor und 1977 Professor für Chemie an der University of Arizona. Seit 1989 ist er dort Regents Professor und seit 1978 zusätzlich in der Abteilung Biochemie und Molekulare Biophysik, ab 1981 an den Arizona Research Laboratories, ab 1988 zusätzlich in der Abteilung Neurowissenschaft und ab 2005 zusätzlich in der Abteilung Medizinische Pharmakologie.
Er befasst sich mit Peptid-Hormonen und Neurotransmittern und deren Rezeptoren und ihrer Rolle bei Krankheiten. Dabei synthetisierte er eine Reihe als Medikamente bedeutsame Antagonisten und Mimetika, die sich häufig nur in der Winkelstellung von Atomen im Molekül (Konformation) unterscheiden, was aber die biologische Wirksamkeit stark verändert. Zu den von ihm untersuchten Stoffen gehören Opioide, Melanozyten-stimulierendes Hormon (MSH), Glucagon, Cholecystokinin (CCK), Oxytocin und Substanz P.
Er ist Fellow der American Association for the Advancement of Science (1972) und der New York Academy of Sciences. 1984/85 war er Guggenheim Fellow (und Gastprofessor in Harvard) und 1999/2000 hatte er einen Humboldt-Forschungspreis, mit dem er an der TU München war.
1988 erhielt er den Arthur C. Cope Award, 1988 den Merit Award der National Institutes of Health, 2002 den Ralph F. Hirschmann Award in Peptidchemie der ACS und 1993 den Merrifield Award (damals Pierce Award) der American Peptide Society. 2009 wurde er Arizona Innovator of the Year. 1989 wurde er Ehrendoktor der Freien Universität Brüssel. 1974 war er Präsident der ACS (American Chemical Society). 1992 war er Gastprofessor am Caltech bei Peter Dervan.